# Johann Gottlieb Graun
Johann Gottlieb Graun (* um 1703 in Wahrenbrück; † 27. Oktober 1771 in Berlin) war ein deutscher Violinist und Komponist der Vorklassik.

## Leben
Johann Gottlieb Graun wurde als zweiter der drei Söhne des Generalakzise-Einnehmers August Graun und seiner Ehefrau Anna Margareta Graun, geborene Schneider, zwischen dem 28. Oktober 1702 und dem 26. Oktober 1703 in Wahrenbrück geboren. Der genaue Geburtstag ist auf Grund des Verlusts der Wahrenbrücker Kirchenbücher nicht mehr zu bestimmen. Er erhielt seine Ausbildung zwischen 1713 und 1721 an der Dresdner Kreuzschule, obschon er für die Jahre 1718 und 1719 an der Universität Leipzig immatrikuliert war. Sein Violin- und Kompositionslehrer war Johann Georg Pisendel. 1723 reiste er nach Padua, wo er sich „etliche Monath“ aufhielt, um bei Giuseppe Tartini zu studieren. 
Danach kehrte er nach Dresden zurück und hatte ab 1726 eine Anstellung am herzoglichen Hof in Merseburg. Ab 1731 war er für ein Jahr beim Fürsten zu Waldeck in Arolsen angestellt. 1732 kam er mit seinem jüngeren Bruder Carl Heinrich Graun in den Dienst des preußischen Kronprinzen Friedrich in Ruppin. 1736 zog Friedrich mit seiner auf inzwischen siebzehn Musiker angewachsenen Hofkapelle nach Rheinsberg. 1740 wurde Friedrich König, und Graun blieb bis zu seinem Tode als Konzertmeister und Kammermusiker in dessen Diensten; er war verantwortlich für die Streicher des königlichen Opernorchesters. Johann Gottlieb Graun starb am 27. Oktober 1771 im Alter von 68 Jahren an einer mit Atemnot verbundenen Krankheit („Steckfluss“).
Seine bekanntesten Violinschüler waren Wilhelm Friedemann Bach und Franz Benda.
Zu seinen Kompositionen zählen zahlreiche Opern, Oratorien, weltliche und kirchliche Kantaten, Ouvertüren, etwa 100 Sinfonien, Violin- und Cembalokonzerte und ein umfangreiches kammermusikalisches Werk. Musikgeschichtlich steht Graun am Übergang vom spätbarocken Stil hin zur sogenannten „Empfindsamkeit“, für die etwa diejenigen Komponisten stehen, welche für die Mannheimer Hofkapelle schrieben, oder auch Carl Philipp Emanuel Bach.

### Familie
1731 heiratete Graun die Tochter des Königlichen Kammerdieners Samuel Schmiel (1658–1734) und dessen Ehefrau Anna Theodora Simonetti (1684–1716), Dorothea Sophia Schmiel (1708–nach 1777). Anna Theodoras Vater war der Preußische Baumeister und Stuckateur Giovanni Simonetti (1652–1716), ihre Brüder der lutherischer Theologe Christian Ernst Simonetti (1700–1782) und der Konzertmeister Johann Wilhelm Simonetti (1690–1776). Anna Theodora Schmiel starb 13 Tage nach der Geburt ihrer Tochter Dorothea Sophia. Samuel Schmiel heiratete um 1715 erneut, und zwar Anna Dorothea Friese (1695/1699–1744), die wiederum nach seinem Tod die erste Ehefrau von Carl Heinrich Graun wurde.

## Rezeption
Im Kreismuseum Bad Liebenwerda informiert eine Dauerausstellung über Leben und Werk der Gebrüder Graun. Ebenfalls in Bad Liebenwerda findet seit 2003 alle zwei Jahre ein internationaler Wettbewerb um den Gebrüder-Graun-Preis statt, seit 2011 verbunden mit einem Musikfestival. Die Musikschule des Landkreises Elbe-Elster heißt seit 1994 Kreismusikschule „Gebrüder Graun“.